# هيكارو ميزونو
هيكارو ميزونو (باليابانية: 水野 輝) (مواليد 2 أغسطس 1991)، هو لاعب كرة قدم ياباني سابق كان يلعب كلاعب وسط.

## وصلات خارجية
- هيكارو ميزونو على موقع رابطة كرة القدم اليابانية للمحترفين (اليابانية)
- هيكارو ميزونو على موقع قاعدة بيانات كرة القدم.إي يو (الإنجليزية)
- هيكارو ميزونو على موقع ناشيونال فوتبول تيمز (الإنجليزية)
- هيكارو ميزونو على موقع Soccerway.com (الإنجليزية)